# Phyllophaga fragilipennis
Phyllophaga fragilipennis är en skalbaggsart som beskrevs av Blanchard 1851. Phyllophaga fragilipennis ingår i släktet Phyllophaga och familjen Melolonthidae. Inga underarter finns listade i Catalogue of Life.